# He ovat paenneet
He ovat paenneet è un film del 2014 diretto da Jukka-Pekka Valkeapää.
La pellicola, conosciuta internazionalmente anche con il titolo They have escaped, ha avuto un ottimo riscontro dalla critica ma un pessimo risultato al botteghino.

## Trama
Joni, preferendo il servizio civile a quello militare, è assegnato ad una casa famiglia, in cui riceve una serie di raccomandazioni per non farsi coinvolgere troppo nelle dinamiche con i giovani ospiti.
In un viaggio in auto per fare delle provviste, scopre che la ribelle Raisa si è nascosta lì dentro per scappare. Attratto dalla bella ragazza e affascinato dal suo spirito libero, Joni ne asseconda le intenzioni e i due si allontanano dalla struttura avventurandosi nei boschi.
La ragazza vorrebbe andare a trovare la nonna malata, ricoverata in una clinica lì vicino, ma non sa l'indirizzo. Dopo aver vagato un po' i due si avventurano all'interno di un isolotto dove, in una casa incustodita, trovano alcolici e pillole, assunti i quali si danno a gozzoviglie. Pedinati dalla polizia decidono di scappare e andare in città dai genitori di lei. Qui sono accolti con freddezza e, mentre la ragazza cerca qualcosa tra i suoi effetti personali impacchettati in cantina, si presenta la polizia per riprenderli. 
I giovani riescono a scappare e cominciano a vagare di nuovo, senza scarpe, fino a quando non dà loro un passaggio Junnu, un personaggio particolare che commercia di tutto, operando dall'interno della sua automobile. Joni si dichiara innamorato a Raisa che dice di non essere mai stata amata e che non amerà nessuno, quindi corre a tagliarsi, come consuetudine. Scorto un particolare sulla strada, riconosce di essere vicina alla clinica della nonna, dove si fa accompagnare. Le fa visita scoprendo che il portagioie che cercava a casa è con la nonna.
Decide con Joni di lasciare Junnu e tornare indietro, ma passando dalla casa sull'isolotto nella quale si erano tanto divertiti. Stavolta qui vengono beccati e subiscono delle sevizie terribili da parte di un uomo che poi si suicida, lasciandoli liberi. 
Con le forze rimaste Joni riesce a portare in salvo Raisa, con la quale si è ormai costituito un legame indissolubile.

## Distribuzione
Il film ha fatto parte della rassegna "Giornate degli autori" 71ª Mostra internazionale d'arte cinematografica di Venezia.. 

## Riconoscimenti
- Jussi 2015
  - Miglior film
  - Miglior regista a Jukka-Pekka Valkeapää
  - Miglior montaggio a Mervi Junkkonen
  - Miglior sonoro a Micke Nyström
  - Candidatura per il miglior attore non protagonista a Petteri Pennilä
  - Candidatura per la miglior fotografia a Pietari Peltola
  - Candidatura per i migliori costumi a Tiina Wilén